# Alexander Lutz
Alexander Lutz (* 1964 in Wien) ist ein österreichischer Schauspieler und Musiker.

## Biografie
Alexander Lutz machte schon während seiner Schulzeit eine Musikausbildung an der Musikhochschule Wien (klassisches Klavier) und am Konservatorium Wien (Jazzkomposition), ehe er nach der Matura, die er 1982 am Bundesgymnasium Wien 3 ablegte, von 1983 bis 1987 am Salzburger Mozarteum Schauspiel und Regie studierte.
Anschließend war er Mitglied des Zeltensembles, weiters folgten unter anderem Engagements an den Städtischen Bühnen Münster und am Theater am Turm in Frankfurt. 1991 spielte er die Hauptrolle im Dreiteiler Wolfgang A. Mozart von Juraj Herz. 1992 wirkte an der englischsprachigen Erstaufführung von Jura Soyfers Broadway Melodie 1492 im Ohio Theatre in New York City mit. Von 1993 bis 1999 war er Mitglied am Theater in der Josefstadt.
Als Musiker arbeitete er unter anderem mit der Sängerin Tania Golden, schrieb für den Kinofilm Ende des Frühlings die Partitur für das Babelsberger Filmorchester und steuerte für den Fernsehfilm Wir bleiben zusammen ein Klavierstück bei. Sein 1995 in New York aufgenommenes Hörbild (mit Interviews und Musikrekonstruktion) über die Erinnerungen der Jugendfreundin Jura Soyfers, Helli Andis, wurde 1996 mit dem Andreas-Reischek-Preis ausgezeichnet.
1999 entstand im Wiener Rabenhof Theater der Soloabend Ewig dein Mozart, eine Verbindung von Briefen mit Klavierstücken, mit dem Alexander Lutz seitdem auf zahlreichen Festivals gastiert. Im Frühjahr 2002 erschien Ewig dein Mozart auf CD.

## Filmografie

### Als Schauspieler (Auswahl)
- 1991: Wolfgang A. Mozart
- 1995–1999: Kaisermühlen-Blues (TV-Serie)
- 1996: Der See
- 1997: Bernhardiner & Katz (TV)
- 1997: Die Bräute (TV) (ungenannt)
- 1998: Hinterholz 8
- 1998: Lieselotte
- 2000: Tatort: Passion (TV-Reihe)
- 2001: Die Biester (TV-Serie)
- 2001: Die Pferdefrau
- 2002: Froschkönig (TV)
- 2002: Santa Claudia (TV)
- 2002: Der Bulle von Tölz: Schlusspfiff
- 2002: Kommissar Rex, Folge: Ein Zeuge auf vier Pfoten (TV-Serie)
- 2003–2012: Kommissarin Lucas (TV-Serie, 17 Folgen)
- 2004–2017: SOKO Kitzbühel (TV-Serie, 4 Folgen)
- 2004: Das Traumhotel – Verliebt auf Mauritius (TV-Reihe)
- 2004: Inga Lindström – Wind über den Schären
- 2005: SOKO Wien, Folge: Blutige Spur (TV-Serie)
- 2006: Die Ohrfeige (TV)
- 2006: Lilly Schönauer – Liebe hat Flügel
- 2007: Die Rosenkönigin (TV)
- 2007: Die Rosenheim-Cops – Der Mörder-Stier
- 2007–2008: tschuschen:power (TV-Serie)
- 2009: Tod aus der Tiefe (TV)
- 2009: Der Bergdoktor, Folge: Wahrheiten (TV-Serie)
- 2009: Geld.Macht.Liebe (TV-Serie)
- 2010: Ihr Auftrag, Pater Castell, Folge: Die Priesterin (TV-Serie)
- 2011: Der Mann mit dem Fagott (TV)
- 2012: Donna Leon – Schöner Schein (TV-Reihe)
- 2013: Paul Kemp (TV-Reihe)
- 2014: Dr. Klein – Rausch (TV-Serie)
- 2016: Die Toten vom Bodensee – Stille Wasser (Fernsehreihe)
- 2018, 2021: SOKO Donau – Lange Schatten, Alter Ego
- 2019: In aller Freundschaft – Die jungen Ärzte – Schattensprünge
- 2020: Blind ermittelt – Zerstörte Träume (Fernsehreihe)
- 2022: Tatort: Alles was Recht ist
- 2023: Am Ende wird alles sichtbar

### Als Komponist
- 1999: Ende des Frühlings
- 2001: Wir bleiben zusammen
- 2006: Die Ohrfeige